# Crucibulum scutellatum
Crucibulum scutellatum är en snäckart som först beskrevs av Charles Thorold Wood 1828.  Crucibulum scutellatum ingår i släktet Crucibulum och familjen toffelsnäckor. Inga underarter finns listade i Catalogue of Life.